# Saint-Germain-sur-Avre
Pour les articles homonymes, voir Saint-Germain et Avre.
Saint-Germain-sur-Avre est une commune française située dans le département de l'Eure, en région Normandie.

## Géographie

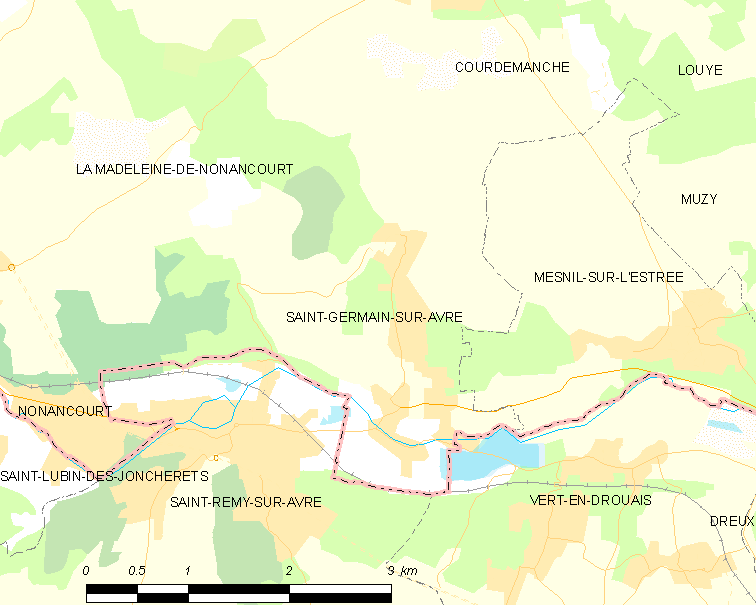

La superficie de la commune de Saint-Germain est de 5,39 km2. Son urbanisme est majoritairement localisé au village proprement dit et accessoirement dispersé dans plusieurs dépendances : 
- quelques hameaux dont :

. Montulé-en-Normandie, situé 22 rue de Monthulé,
. Le Rue-de-France, situé 4 impasse des Fours-du-Clos,
. Toisley, situé 13 rue Principale ;
- quelques maisons isolées dont :

. les Buissons, situé 6 chemin de la Grange,
. Fumeçon, situé 28 rue de Fontaine,
. le Ruet.

### Localisation
La commune de Saint-Germain-sur-Avre se trouve à 95 kilomètres à l'ouest de la capitale Paris, à 40 km au sud de la préfecture d'Évreux (29,7 km à vol d'avion).
Saint-Germain-sur-Avre est excentrée au sud du département de l'Eure, puisqu'elle est limitrophe du département d'Eure-et-Loir.
La commune marque la séparation entre les régions Normandie et Centre-Val de Loire, entre les départements de l’Eure et de l’Eure-et-Loir, entre le pays d’Avre Eure Iton, et le Drouais.

### Communes limitrophes
Les cinq communes limitrophes de Saint-Germain-sur-Avre sont : Courdemanche au nord, Mesnil-sur-l'Estrée à l'est, La Madeleine-de-Nonancourt au nord-ouest (trois communes de l'Eure) et Vert-en-Drouais au sud-est, Saint-Rémy-sur-Avre au sud-ouest (deux communes d'Eure-et-Loir).
| La Madeleine-de-Nonancourt         | Courdemanche                       |                                |
| La Madeleine-de-Nonancourt         | Saint-Germain-sur-Avre             | Mesnil-sur-l'Estrée            |
| Saint-Rémy-sur-Avre (Eure-et-Loir) | Saint-Rémy-sur-Avre (Eure-et-Loir) | Vert-en-Drouais (Eure-et-Loir) |

### Géologie et relief
Comme son nom l'indique, la commune de Saint-Germain-sur-Avre s’établit sur l'Avre et pour une grande part sur sa rive gauche. Le territoire communal n'occupant qu'une toute petite partie du versant de la vallée exposé au sud, la rive droite de l’Avre est peu urbanisée par les Saint-Germinois.
Saint-Germain est traversée par le ruisseau le Ruet un affluent de l'Avre naissant à La Madeleine (l'Avre est un affluent de l'Eure).
L'altitude la plus basse à Saint-Germain part de 88 m au niveau de l’Avre, elle atteint 97 m au niveau du bourg et culmine à 140 m à son l’extrémité nord du hameau de Toisley.
Le paysage est typiquement celui d’une vallée : le lit de la rivière (zone inondable) est occupé par des pâturages et du bocage puis suit une urbanisation assez dense sur le versant exposé au sud (bourg et hameaux du Ruet et de Toisley) jusque sur le plateau qui est le siège de cultures extensives (céréales et oléagineux).
Les nombreuses zones boisées (en majorité des chênes pubescents) assurent la jonction entre le coteau et le plateau, elles sont traversées par le sentier de grande randonnée Paris – Le Mont-Saint-Michel (GR 22).
Le sol est de type crétacé supérieur : craies en profondeur et argile à silex en surface.
Le forage captage grenelle d'eau potable à la fontaine du Trou Chaud à Fumeçon situé 28 rue de Fontaine alimente par  deux interconnexions deux communes sans ressource propre : Illiers-l'Évêque et Mesnil-sur-l'Estrée,. La gestion est assurée par le syndicat eau assainissement de la Paquetterie.

### Hydrographie
La commune est située dans le bassin Seine-Normandie. Elle est drainée par l'Avre, le Ruet, des bras de l'Avre et divers autres petits cours d'eau,.
L'Avre, d'une longueur de 80 km, prend sa source dans la commune de Tourouvre au Perche et se jette  dans l'Eure en limite de Montreuil et de Saint-Georges-Motel, après avoir traversé 29 communes. Les caractéristiques hydrologiques de l'Avre sont données par la station hydrologique située sur la commune de Muzy. Le débit moyen mensuel est de 3,52 m3/s. Le débit moyen journalier maximum est de 30,2 m3/s, atteint lors de la crue du 23 mars 2001. Le débit instantané maximal est quant à lui de 31 m3/s, atteint le même jour.
Deux plans d'eau complètent le réseau hydrographique : les étangs de Marsalin, d'une superficie totale de 8,8 ha (0,98 ha sur la commune) et l'étang de Saint-Ursin, d'une superficie totale de 4,1 ha (0,56 ha sur la commune),.

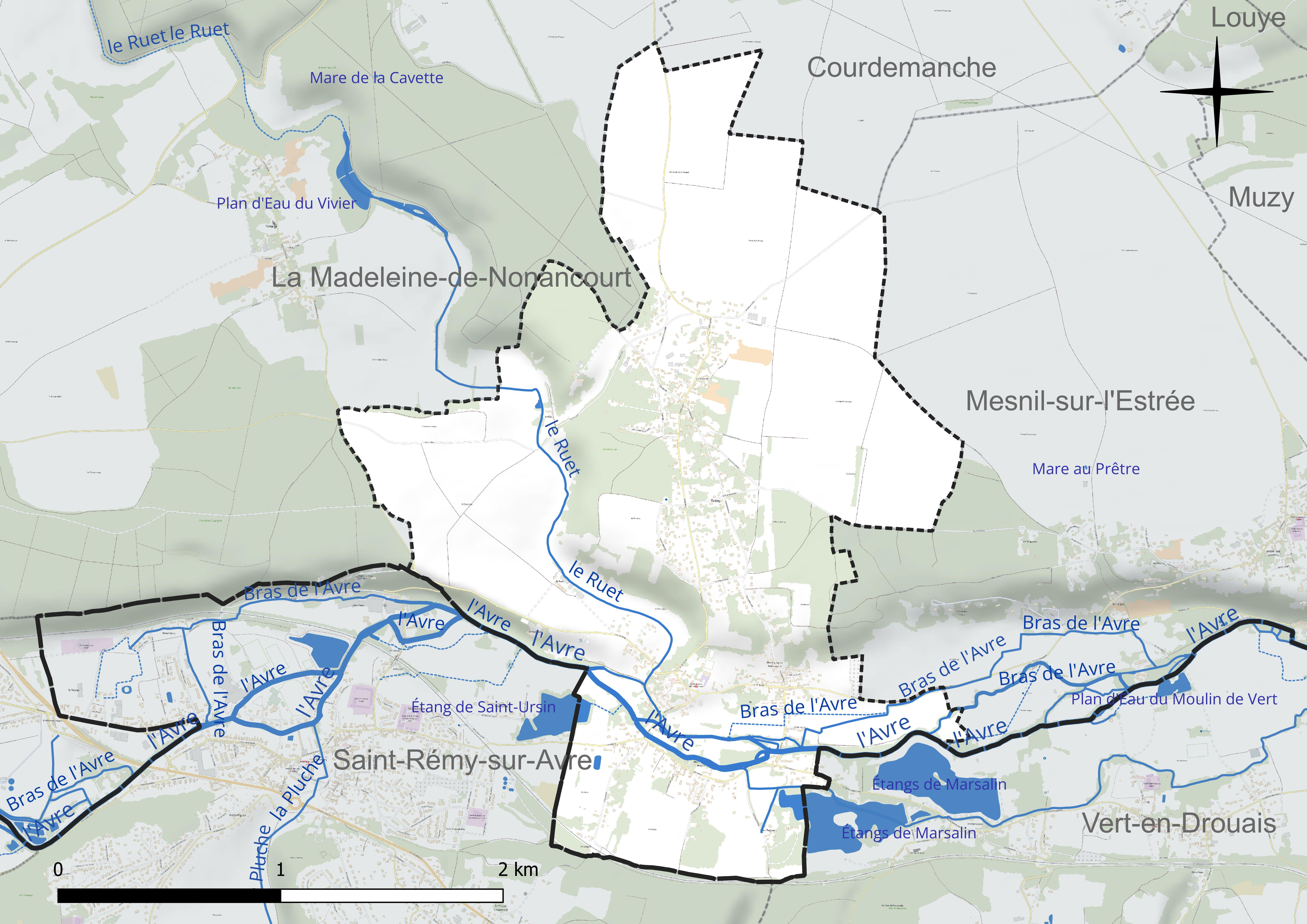
Réseau hydrographique de Saint-Germain-sur-Avre.

### Climat
Pour des articles plus généraux, voir Climat de la Normandie et Climat de l'Eure.
En 2010, le climat de la commune est de type climat océanique dégradé des plaines du Centre et du Nord, selon une étude du CNRS s'appuyant sur une série de données couvrant la période 1971-2000. En 2020, Météo-France publie une typologie des climats de la France métropolitaine dans laquelle la commune est exposée à un climat océanique et est dans la région climatique  Sud-ouest du bassin Parisien, caractérisée par une faible pluviométrie, notamment au printemps (120 à 150 mm) et un hiver froid (3,5 °C). Parallèlement le GIEC normand, un groupe régional d’experts sur le climat, différencie quant à lui, dans une étude de 2020, trois grands types de climats pour la région Normandie, nuancés à une échelle plus fine par les facteurs géographiques locaux. La commune est, selon ce zonage, exposée à un « climat des plateaux abrités », correspondant aux plaines agricoles de l’Eure, avec une pluviométrie beaucoup plus faible que dans la plaine de Caen en raison du double effet d’abri provoqué par les collines du Bocage normand et par celles qui s’étendent sur un axe du Pays d'Auge au Perche.
Pour la période 1971-2000, la température annuelle moyenne est de 10,6 °C, avec  une amplitude thermique annuelle de 14,4 °C. Le cumul annuel moyen de précipitations est de 608 mm, avec 10,5 jours de précipitations en janvier et 8 jours en juillet. Pour la période 1991-2020, la température moyenne annuelle observée sur la station météorologique la plus proche, située sur la commune de Laons à 9 km à vol d'oiseau, est de 11,1 °C et le cumul annuel moyen de précipitations est de 561,4 mm,. Pour l'avenir, les paramètres climatiques de la commune estimés pour 2050 selon différents scénarios d’émission de gaz à effet de serre sont consultables sur un site dédié publié par Météo-France en novembre 2022.

### Voies de communication et transports

#### Voies routières
Les accès à la ville de Saint-Germain-sur-Avre sont assurés par une série de voies routières :
- la RD 562. Arrivant de la RD 152 de Vert-en-Drouais, commune d'Eure-et-Loir, elle pénètre dans Saint-Germain par la RD 562. Celle-ci longe l'Avre et se termine dans la RD 50.
- la RD 50. Partant de la RD 143 de Saint-Georges-Motel, la RD 50 traverse Mesnil-sur-l'Estrée et pénètre dans Saint-Germain. Elle passe au-dessus de l'Avre et quitte Saint-Germain pour pénétrer dans Saint-Rémy-sur-Avre (commune d'Eure-et-Loir) sous le n° RD 152.
- la RD 312.11. Partant de la RD 59 au hameau de la Fontaine de la commune de La Madeleine, elle délimite la frontière entre Saint-Germain et La Madeleine, donne deux routes communales vers Saint-Germain et pénètre dans Saint-Rémy-sur-Avre.
- une route communale part de la RD 76 au nord de Mesnil-sur-l'Estrée et arrive au hameau de Toisley à Saint-Germain.
- une route communale part de la RD 59 au hameau de la Merville de la commune de La Madeleine et arrive au hameau de Toisley à Saint-Germain.

#### Transports ferroviaires
La commune est desservie par la ligne Paris-Granville prenant les voyageurs à la gare de Saint-Germain - Saint-Rémy située à la limite de Saint-Rémy-sur-Avre et de Saint-Germain. Le trafic quotidien de cette gare s'élevait en janvier 2011 à environ 1 personne par jour. Cette ligne voyageurs offre de nombreuses liaisons :
- à destination des gares de Nonancourt, Tillières et Verneuil[29] ;
- à destination de la gare d'Argentan[30] ;
- à destination de la gare de Dreux (Centre-Val de Loire).

Cette gare pourrait être renforcée avec la réouverture programmée au trafic de la ligne de Grande Ceinture entre Nonancourt et Saint-Germain-en-Laye. Actuellement fermée - report sur la gare de Nonancourt.

#### Transports en commun routiers
Trois lignes de cars desservent la commune de Saint-Germain-sur-Avre en deux arrêts :
- ligne 6 : Gare de Dreux -  Vert-en-Drouais - Saint-Germain-sur-Avre - Saint-Rémy-sur-Avre - Nonancourt - Saint-Lubin-des-Joncherets - Tillières - Verneuil (Salle des Fetes)[31] ;
- ligne 6 A : Dreux (Salle des Sports) - Vert-en-Drouais - Saint-Germain-sur-Avre - Saint-Rémy-sur-Avre - Nonancourt - Saint-Lubin-des-Joncherets - Dampierre-sur-Avre[32] ;
- ligne 340 (VTNI) : Mesnil-sur-l'Estrée - Saint-Germain-sur-Avre - Saint-Rémy-sur-Avre - Nonancourt - Marcilly-La-Campagne - Thomer-la-Sôgne - Guichainville - Gare d'Évreux-Normandie[33].

## Urbanisme

### Typologie
Au 1er janvier 2024, Saint-Germain-sur-Avre est catégorisée petite ville, selon la nouvelle grille communale de densité à 7 niveaux définie par l'Insee en 2022.
Elle appartient à l'unité urbaine de Saint-Lubin-des-Joncherets-Nonancourt, une agglomération inter-régionale dont elle est une commune de la banlieue,. Par ailleurs la commune fait partie de l'aire d'attraction de Paris, dont elle est une commune de la couronne,. 

### Occupation des sols
L'occupation des sols de la commune, telle qu'elle ressort de la base de données européenne d’occupation biophysique des sols Corine Land Cover (CLC), est marquée par l'importance des territoires agricoles (69,5 % en 2018), en diminution par rapport à 1990 (70,4 %). La répartition détaillée en 2018 est la suivante : 
terres arables (58,8 %), zones urbanisées (17,2 %), forêts (12,8 %), prairies (10,7 %), eaux continentales (0,5 %). L'évolution de l’occupation des sols de la commune et de ses infrastructures peut être observée sur les différentes représentations cartographiques du territoire : la carte de Cassini (XVIIIe siècle), la carte d'état-major (1820-1866) et les cartes ou photos aériennes de l'IGN pour la période actuelle (1950 à aujourd'hui).

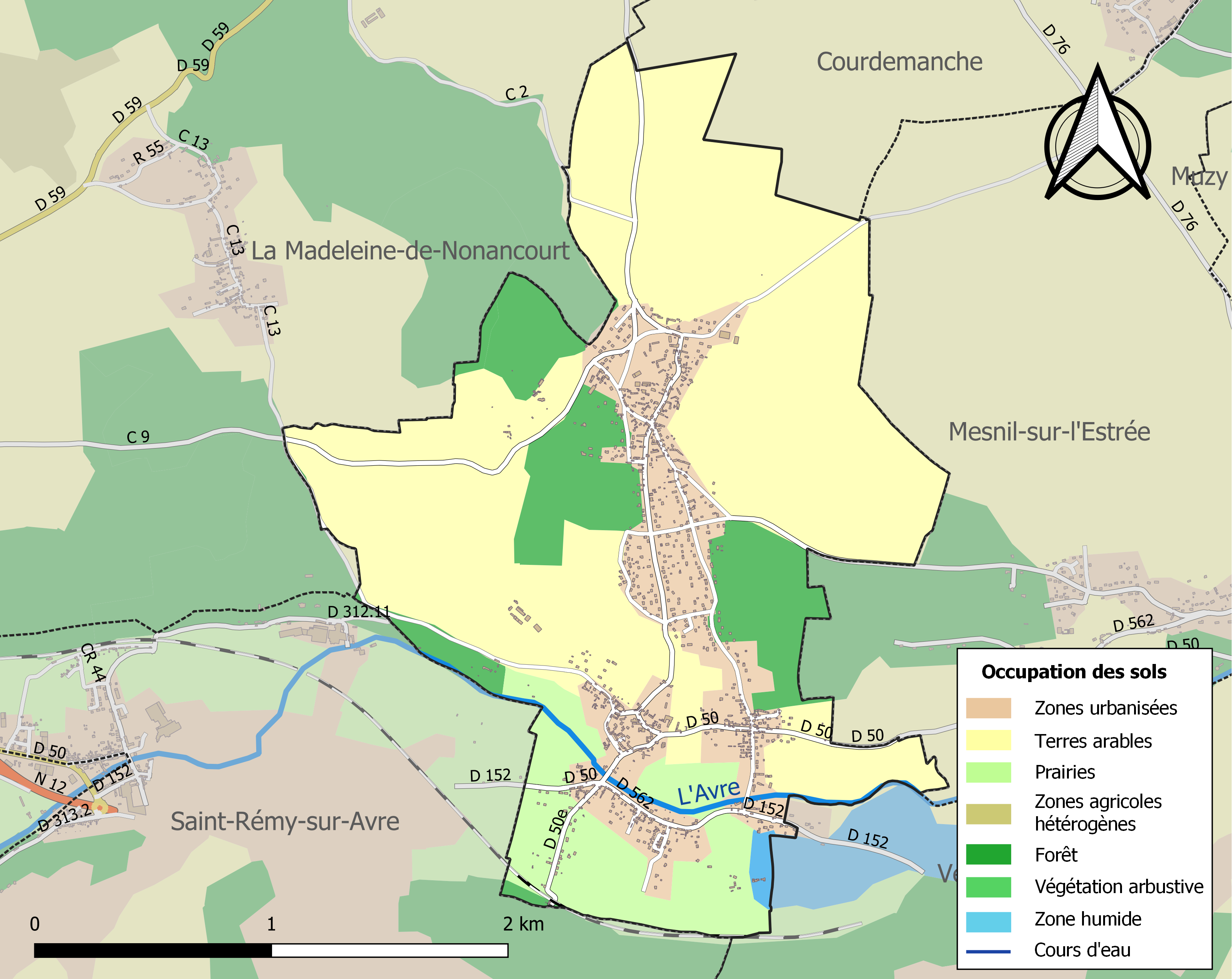
Carte des infrastructures et de l'occupation des sols de la commune en 2018 (CLC).

## Toponymie
Attestée sous la forme Sanctus Germanus super Arvam en 1255 et 1261.
Saint-Germain est un hagiotoponyme, l'église du XIVe siècle est dédiée à Saint-Germain d'Auxerre.
L'Avre est un affluent en rive gauche de l'Eure.

## Histoire
Saint-Germain-sur-Avre était une commune frontalière historique entre la France et la Normandie (d’où le nom de certains quartiers et de certaines rues).
Au XVIIe siècle, la famille Des Guets est seigneur du fief « Le Ruet ». La famille Le Veneur de Tillières est seigneur du fief de l'Île. La famille De Boullenc est seigneur à Saint-Germain.
Le 15 novembre 1893, le patron du café-épicerie de Toisley détruit vingt-deux champs par le feu jusqu'au jour où il fut trahi par l'empreinte de ses chaussures et condamné à vingt ans de travaux forcés.
Le 18 août 1944, les Allemands tiennent la route nationale 12, mais l'armée des Alliés les oblige à remonter le CD 59 au hameau de Merville et le CD 50 à Mesnil-sur-l'Estrée. Roger Geslin, sous-lieutenant FFI se trouve sur cette route avec sa bicyclette. Refusant de la céder, il est abattu par un Allemand. Une stèle commémore le lieu 22 route du Mesnil.
Le 22 décembre 1998, un arrêté préfectoral crée la communauté de communes rurales du Sud de l'Eure, à laquelle Saint-Germain s'associe.

## Politique et administration

### Liste des maires
| Période                                  | Période   | Identité        | Étiquette | Qualité     |
| ---------------------------------------- | --------- | --------------- | --------- | ----------- |
| mars 2001                                | mars 2008 | Michel Morel    |           |             |
| mars 2008                                | En cours  | Francis Gautier | DVD       | Agriculteur |
| Les données manquantes sont à compléter. |           |                 |           |             |

## Population et société

### Démographie
Ses habitants sont appelés Saint-Germinois, Saint-Germinoises.

L'évolution du nombre d'habitants est connue à travers les recensements de la population effectués dans la commune depuis 1793. Pour les communes de moins de 10 000 habitants, une enquête de recensement portant sur toute la population est réalisée tous les cinq ans, les populations de référence des années intermédiaires étant quant à elles estimées par interpolation ou extrapolation. Pour la commune, le premier recensement exhaustif entrant dans le cadre du nouveau dispositif a été réalisé en 2008.

En 2022, la commune comptait 1 188 habitants, en évolution de +0,34 % par rapport à 2016 (Eure : −0,25 %, France hors Mayotte : +2,11 %).
| 1793 | 1800 | 1806 | 1821 | 1831 | 1836 | 1841 | 1846 | 1851 |
| ---- | ---- | ---- | ---- | ---- | ---- | ---- | ---- | ---- |
| 490  | 494  | 596  | 609  | 640  | 605  | 646  | 655  | 630  |

| 1856 | 1861 | 1866 | 1872 | 1876 | 1881 | 1886 | 1891 | 1896 |
| ---- | ---- | ---- | ---- | ---- | ---- | ---- | ---- | ---- |
| 642  | 586  | 597  | 587  | 574  | 556  | 598  | 623  | 629  |

| 1901 | 1906 | 1911 | 1921 | 1926 | 1931 | 1936 | 1946 | 1954 |
| ---- | ---- | ---- | ---- | ---- | ---- | ---- | ---- | ---- |
| 599  | 568  | 573  | 509  | 539  | 511  | 423  | 480  | 428  |

| 1962 | 1968 | 1975 | 1982 | 1990  | 1999  | 2006  | 2008  | 2013  |
| ---- | ---- | ---- | ---- | ----- | ----- | ----- | ----- | ----- |
| 381  | 336  | 464  | 665  | 1 026 | 1 128 | 1 197 | 1 217 | 1 210 |

| 2018  | 2022  | - | - | - | - | - | - | - |
| ----- | ----- | - | - | - | - | - | - | - |
| 1 171 | 1 188 | - | - | - | - | - | - | - |

D'après le recensement de 2009 publié le 1er janvier 2012, la population s'accroit en moyenne de 1 % par an, elle présente un solde naturel et un solde migratoire positifs ; 40 % des habitants ont moins de 30 ans, 15 % plus de 60 ans. Depuis 1990, la démographie progresse à un rythme de 1 % par an pour s’établir à 1 251 habitants. Le hameau de Toisley regroupe environ deux tiers de la population. La population se renouvelle fortement ; ainsi, 25 % des recensés en 2006 n’habitaient pas la commune en 1999. D’un recensement à l’autre, la population vieillit mais reste jeune : 40 % des habitants ont moins de 30 ans et 15 % plus de 60 ans.
L’agglomération de Dreux exerce l’attraction principale sur la population active de la commune suivie par la région parisienne, moins d’un actif sur quatre travaille dans une commune du département de l’Eure.
La proportion de propriétaires est écrasante (93 %), la part des résidences secondaires ne cesse de diminuer, elle s’établit à 54 pour 426 résidences principales.

### Enseignement
Saint-Germain est située dans l'académie de Normandie (zone B). Les enfants de la commune sont scolarisés dans les cinq classes de l'école Maurice-Mary situé 8 route du Mesnil: la petite section de maternelle pour les enfants germinois de 4 ans (ou allant les avoir avant la fin de l'année), la moyenne section maternelle pour les 5 ans, la grande section maternelle pour les 6 ans, le CP pour les 6 ans, le CE1 pour les 7 ans, et le CE2 pour les 8 ans. Une garderie est attenante à l'école.

### Vie culturelle
Une bibliothèque publique municipale inaugurée en mémoire de son adjoint municipal décédé en 2008, « Point relais lecture Eri-De Buzelet » est mise à disposition des Saint-Germinois depuis le 27 novembre 2010 dans la salle des associations en face de la mairie.
Depuis 2002, l'association Gamins-Gamines des parents germinois organise des manifestations pour un public d'enfants (carnaval, spectacle de Noël...) afin de financer des projets pédagogiques ou des achats de matériels scolaires.
La fête patronale la Passée d'Août fête de la moisson de Saint-Germain avec sa fête foraine et son défilé spectacle de rue a lieu le dernier week-end de août : vélos anciens, attelage de chevaux, poneys, ânes, animaux de la ferme. Le défilé part à 10 h du hangar de M. Quesnay à Toisley, descend la rue de Monthulé jusqu'à l'impasse du Moulin ou commence la messe en plein air à 11 h avec la participation des sonneurs de cor de chasse. L'après-midi, ont lieu la démonstration de labour, battage avec des tracteurs anciens, des concerts, des animations, des stands de jeux (dont manèges et structures gonflables).
Les enfants germinois de 9 et 10 ans sont scolarisés dans les classes de CM1 et CM2 à l'école primaire de Beaupuits à Courdemanche. Les enfants de 11 à 14 ans au collège de Nonancourt, et ceux de 15 à 17 ans au lycée de Verneuil-sur-Avre.

### Sports
- Le stade de football situé 14 route du Mesnil.
- Le court de tennis situé 14 route du Mesnil.
- La ferme Trussy situé 3 route du Mesnil[50] accueille un centre de dressage et d'éducation canine.

## Culture et patrimoine

### Lieux et monuments
- La gare de Saint-Germain-Saint-Rémy.
- L'église Saint-Germain d'Auxerre du XIVe siècle[39].
- Un monument aux morts des guerres mondiales 1914-1918 et 1939-1945.
- Une stèle commémorative en mémoire d'une jeune habitante victime de l'attentat du 28 avril 2011 à Marrakech.
- Une stèle commémorative en mémoire de Roger Geslin.
- Le donjon de Bouillon Vieville. Didier Lobert de Bouillon Vieville commença la construction de sa tour donjonnée en 1968. L'ayant presque terminée en 2017, il continue son œuvre par la transformation de sa maison dans le style d'une abbaye médiévale[51].
- Un buste de Marianne situé sur le pont de la République.
- Le pavillon situé sur un ilot au milieu du bras nord de l'Avre à 10 mètres à l'est du pont. L’aviateur Georges Pelletier-Doisy venait séjourner dans se salon de lecture.
- Le lavoir public daté de 1883 et servant de point d'aspiration d'eau pour les pompiers.
- Le moulin du Merle Blanc (ou moulin banal) a été peint sur huile sur toile par Pierre Eugène Montézin et est exposé au musée d’Art et d’Histoire Marcel-Dessal à Dreux[52].
- Le Champ de foire : ce terrain accueille chaque dernier dimanche d'août le défilé de la fête de la moisson, la « Passée d'Août ».
- La salle des fêtes.
- Le restaurant scolaire avec cuisine traditionnel.
- La mairie.
- La salle des associations avec la bibliothèque.
- Le vannage du moulin de la Godelle[53].

### Personnalités liées à la commune
- Abel Lefèvre (1870-1948), homme politique, député de l'Eure.
- Raymond Baillet (1919-2017). Sa sœur et son beau-frère ont acheté une maison à Toisley en 1939. Pendant la guerre, il y vint avec sa mère. En 1958, sa sœur fait construire une maison dans la commune qu'il rachète en 1970. Il vient y vivre quelques mois par an.

### Héraldique
| Armes de Saint-Germain-sur-Avre | Ces armes peuvent se blasonner ainsi aujourd’hui : d'azur à l'étai accompagné de deux flanquis en chef et d'une gerbe de blé en pointe, le tout d'or, à la bordure d'argent chargée de huit besants de gueules. |